# Mauricio Valentín Arias
Mauricio Valentín Arias (Coronda, Santa Fe, Argentina; 10 de octubre de 1990) es un futbolista profesional que actualmente juega en el General Belgrano de Coronda en la posición de defensor. Comenzó su carrera en las divisiones inferiores de Colón. Luego se sumó al plantel de Sanjustino de San Justo (Santa Fe) donde disputó el Argentino B, de allí partió hacia Alumni de Villa María, Córdoba, donde continuo jugando el Argentino B, para luego en el año 2014 emigrar al club Ferro Carril Oeste de General Pico, La Pampa donde jugó el Argentino A. Actualmente se desempeña en el Club General Belgrano de la ciudad de Coronda, Santa fe, disputando la Liga Santafesina.

## Trayectoria
Debutó  en primera división en la victoria por 3-0 frente a Huracán el 14 de mayo de 2011.

## Clubes
| Club                    | País      | Año             |
| ----------------------- | --------- | --------------- |
| Colón                   | Argentina | 2010 – 2011     |
| Club Sanjustino         | Argentina | 2012 – 2013     |
| Alumni                  | Argentina | 2013 – 2014     |
| Ferro Carril Oeste (GP) | Argentina | 2014            |
| General Belgrano (C)    | Argentina | 2015 – presente |